# Treutlera insignis
Treutlera insignis är en oleanderväxtart som beskrevs av Joseph Dalton Hooker. Treutlera insignis ingår i släktet Treutlera och familjen oleanderväxter. Inga underarter finns listade i Catalogue of Life.